# سلة الحلويات (مسرحية)
سلة الحلويات مسرحية طفل قدمها مسرح دبا الفجيرة للأطفال في مهرجان الإمارات لمسرح الطفل 2009م من تأليف: عبد الله مسعود، وإخراج خليفة التخلوفة

## طاقم العمل

### الممثلون
| الممثل           | الدور   |
| ---------------- | ------- |
| أيمن الخديم      | النعناع |
| سند جميع         | اللبان  |
| إبراهيم القحومي  | الجلي   |
| حمد عبد الله     | الككاو  |
| عبد الله اليماحي | الدودة  |

## جوائز
- أفضل نص مسرحي في مهرجان الإمارات لمسرح الطفل[1]

## شاهد المزيد
قالب:أعمال مسرح دبا الفجيرة